# 李僴
李 僴（り かん、生年不詳 - 762年）は、唐の皇族。兗王。粛宗の六男。

## 経歴
粛宗と韋妃のあいだの子として生まれた。母の兄の韋堅が李林甫の誣告により殺害されると、当時皇太子であった粛宗は韋妃を別宮に置いた。李僴は天宝年間に潁川郡王に封じられ、太子詹事同正員に任じられた。至徳2載（757年）12月、兗王に進封された。乾元3年（760年）4月、北庭節度大使を領した。宝応元年（762年）、死去した。

## 伝記資料
- 『旧唐書』巻116 列伝第66 粛宗代宗諸子
- 『新唐書』巻82 列伝第7 十一宗諸子